# Мухаммад аль-Каим Биамриллах
Абу́ль-Ка́сим Муха́ммад ибн аль-Махди́ аль-Каи́м Биамрилла́х (араб. محمد القائم بأمر الله‎;  893 — 17 мая 946) — второй халиф Фатимидского халифата, двенадцатый имам исмаилитов.

## Биография

### Юность
Родился в Саламии в Сирии; носил имя Абд ар-Рахман. С юности сопровождал отца, Убайдаллаха в его странствиях. Сначала в 902 году они покинули Саламию, отправившись в Палестину, откуда отбыли в Египет. Затем они отправились в страны Магриба, достигнув Сиджильмасы.

### Наследник престола
Убайдаллах, став халифом государства Фатимидов в 909 году провозгласил сына наследником престола. После этого аль-Каим часто назначался отцом на ответственные должности. Он уже при жизни отца активно участвовал в управлении страной и особенно отличался воинственностью и стремлением к новым завоеваниям. В 912 году он командовал войсками при подавлении восстания берберов Кутама и ликвидации мятежа в Триполи. В 913—914 годах он возглавил фатимидскую армию в походе на Египет. Его войска легко овладели Киренаикой, Александрией и оазисом эль-Файюм, но в дальнейших сражениях с войсками Аббасидов потерпели неудачу и весной 915 года были вынуждены вернуться в Ифрикию. В 919 году аль-Каим Биамриллах вновь возглавлял поход на Египет. Он захватил Александрию, но 11 мая 920 года фатимидский флот был разгромлен в сражении у Розетты, что лишило армию аль-Каим Биамриллаха возможности снабжения. После упорных сражений с аббасидскими войсками, в конце 921 года аль-Каим Биамриллах покинул Египет. Также он периодически возглавлял фатимидские войска в походах против берберских племён среднего Магриба (на территории современного Алжира).

### Завоевательная политика халифа аль-Каима
После смерти отца в марте 934 года аль-Каим стал халифом и начал активную завоевательную политику. Фатимидские войска одновременно начали наступательные действия в трёх направлениях: на востоке против Египта, на западе в странах дальнего Магриба и на севере в Средиземноморье. В 935 году аль-Каим возглавил третий свой поход на Египет. Он рассчитывал на поддержку некоторых наместников в самом Египте, которые были недовольны властью нового губернатора этой провинции Мухаммада ибн Тугаджа из рода Ихшидидов. Аль-Каиму вновь удалось занять Александрию, но затем он потерпел неудачу в столкновении с войсками Мухаммада ибн Тугаджа и вынужден был снова покинуть Египет.
В 934—935 годах аль-Каим отправил флотилию под командованием Якуба ибн Исхака ат-Тамими на города западного Средиземноморья. Фатимидский флот подошёл к Генуе, захватил и разграбил город. Во время осады мусульмане использовали катапульты. Также атакам фатимидского флота подверглись несколько городов Прованса и Калабрии. После этого фатимидские войска продолжали активные действия в Италии и на всём Средиземноморье. Их атакам подверглись Сардиния, Корсика, Мальта, Крит. Мусульмане укрепились в Южной Италии. В Сицилии наместник Фатимидов Абуль Аббас Халид ибн Исхак в 937 году основал новую столицу аль-Халиса близ города Палермо.
В 934 году аль-Каим направил армию под командованием сакалиба Майсура в Магриб против отпавшего от власти Фатимидов правителя берберского племени микнаса Мусы ибн Абиль Афья. Майсур овладел Фесом, разбил Мусу в нескольких сражениях и к 937 году восстановил господство Фатимидов во внутренних районах Дальнего Магриба. Власть Фатимидов в Магрибе поддержали Идрисиды, бывшие вассалами аль-Каима. В среднем Магрибе опорой Фатимидов стал род Зиридов из берберской группы санхаджа, представитель которого Зири ибн Махад основал в 936 году город Ашир в алжирском Атласе и обеспечил поддержку аль-Каиму в борьбе с враждебной группой берберских племён зената. Против Фатимидов произошло восстание в Триполитании, которое организовали берберские племена хуввара, но оно было быстро подавлено.

### Восстание Абу Язида
В 943 году началось восстание, которое поставило под угрозу само существование Фатимидского государства. Его возглавил ибадитский проповедник Абу Язид аль-Хариджи, который сумел объединить под знаменем хариджизма берберские племена зената в горной области Аурес в Среднем Магрибе. Абу Язид проповедовал о свержении монархии Фатимидов и справедливом управлении страной советом шейхов. Восставшие захватили Тебессу и Мармаджанну, в 944 году вторглись в Ифрикию, взяли Беджу, Тунис и разбили отряд фатимидского войска. Суннитское население городов было враждебно настроено к исмаилитскому режиму Фатимидов, поэтому не оказало сопротивления восставшим хариджитам. После этого Абу Язид двинулся на Сус и Кайруан. Аль-Каим не стал собирать все свои войска воедино для разгрома восставших, а отправлял против них отдельные отряды, которые терпели поражения. В Кайруане сопротивление восставшим возглавлял Халид ибн Исхак, но он был пленён и убит Абу Язидом, а Кайруан захвачен хариджитами. Против восставших аль-Каим в ноябре 944 года послал войско из Махдии под командованием сакалиба Майсура. Но Абу Язид разбил Майсура, который погиб в бою. После этого под контролем восставших оказалась практически вся страна кроме Махдии. В начале 945 года Абу Язид осадил Махдию, оборону которой возглавил аль-Каим. Положение осаждённых было очень тяжёлым. Помочь аль-Каиму удалось его вассалу из берберов санхаджа Зири ибн Махаду, который напал на мятежников и оказал помощь осаждённым. Осада длилась до октября 945 года, Абу Язиду не удалось овладеть столицей Фатимидов. В это время активизировались сторонники Фатимидов в других частях Ифрикии: племя кутама и другие. Они вели военные действия против мятежников в районах Туниса, Беджи и Суса. 17 мая 946 года халиф аль-Каим умер и окончательно подавить восстание удалось его сыну и наследнику аль-Мансуру.